# Loch Eil
Ne doit pas être confondu avec Loch Eilt.
Le loch Eil (gaélique écossais, loch Iall) est un loch de mer à Lochaber, en Écosse, qui débouche dans le loch Linnhe près de la ville de Fort William.
La gare ferroviaire de Loch Eil Outward Bound et la gare de Locheilside sont toutes deux situées sur la rive nord du lac.